# Matilda de Borgonya
Matilda de Borgonya (?-?), muller de Guilhèm VII de Montpeller.
Filla d'Hug II de Borgonya i de Matilda de Mayenne, es va casar el 1157 amb Guilhèm VII de Montpeller, amb qui va tenir un fill: Guilhèm VIII de Montpeller.